# Фавро, Тибо
Тибо́ Фавро́ (фр. Thibaut Favrot, род. 22 декабря 1994, Страсбург) — французский горнолыжник, специализирующийся в гигантском слаломе. Призёр этапа кубка мира в параллельном гигантском слаломе.
На Олимпийских играх 2022 года занял пятое место в гигантском слаломе.